# Carl Gustaf Krokstedt

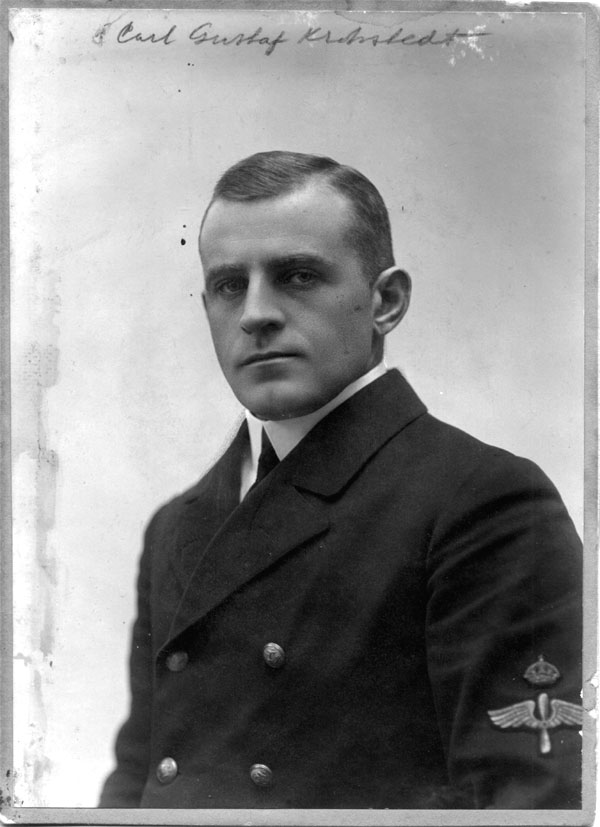

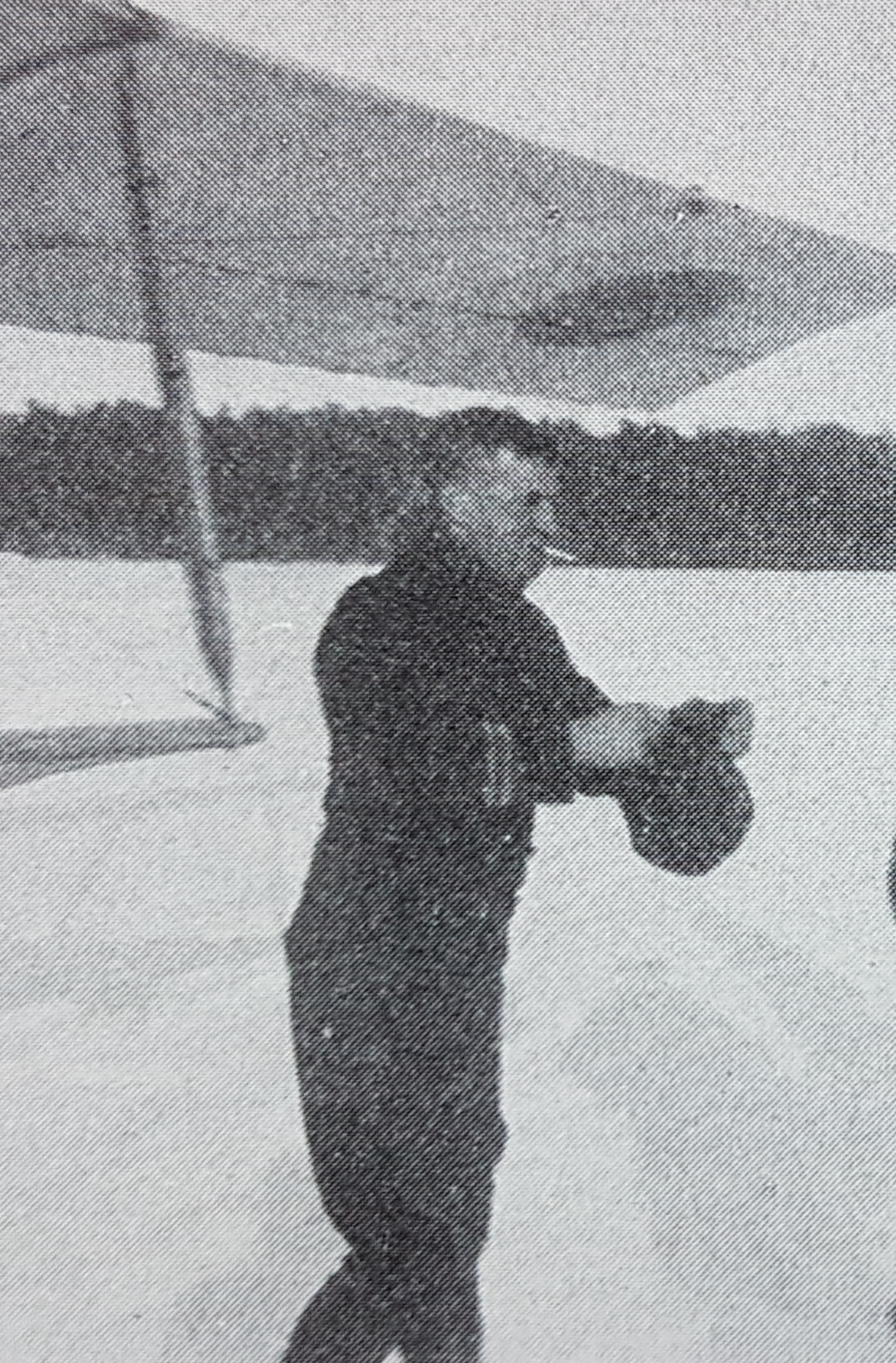
Carl Gustaf Krokstedt

Carl Gustaf Krokstedt, född 20 december 1885, död 29 juni 1918, var en svensk flygpionjär, officer och idrottsman.
Krokstedt deltog i Olympiska sommarspelen 1912 där han tävlade i fäktning.
Krokstedt tilldelades 1913 Kungliga svenska aeroklubbens aviatördiplom nummer 14. Han var verksam som flyglärare vid Marinens Flygväsende och även anställd som provflygare hos Nordiska Aviatik AB. Han omkom 29 juni 1918 tillsammans med "flygbaronen" Carl Cederström i en flygolycka på Ålands hav under en leveransflygning från Furusund till Finland av ett tvåmotorigt flygplan typ NAB 12, som skulle användas av Finlands flygvapen. Cederström hittades senare vid åländska Signilskär medan Krokstedt aldrig återfanns.